# 意見広告7人の会
意見広告7人の会（いけんこうこくしちにんのかい）は、募金での意見広告を世界各国の新聞に掲載することなどにより、北朝鮮による日本人拉致問題など、北朝鮮の人権問題の解決を目指す運動を行う会。
「政党、政治団体、他の拉致問題のために活動されている団体と、組織としての関係はありません」としている。
会の名称は、この運動の呼びかけ人として7人の著名人（有田芳生、勝谷誠彦、加藤哲郎、重村智計、高世仁、日垣隆、湯川れい子）が集まったことに由来する。

## 沿革
2002年11月に結成され、翌月、米紙ニューヨーク・タイムズに意見広告を掲載。
2009年2月に再結成し、同年4月に再びニューヨーク・タイムズに意見広告を掲載し、同年6月には韓国の東亜日報、中央日報および朝鮮日報、同年10月には仏紙ル・モンド、同年12月には読売新聞にも掲載した。
2010年には、Twitterを利用しての「世界常時キャンペーン」を始めた。